# Kleopatrina igla
Kleopatrina igla je naziv koji se koristi za tri egipatska obeliska koji se danas nalaze u tri velegrada izvan Egipta.
Dva obeliska bila su prvotno postavljena u Heliopolisu u Egiptu, a cezar Tiberije ih je prenio u Aleksandriju. Ovi obelisci su darovani 1877. i 1880. Ujedinjenom Kraljevstvu i SAD-u, i danas stoje pored Temze u Londonu i pored Metropolitan Muzeja u New Yorku. Oba obeliska su po 21,6 m visoka. Pored londonskog obeliska stoje i dvije egipatske sfinge koje su oštećene tijekom zračnih napada na London u Prvom svjetskom ratu.
Treću "Kleopatrinu iglu" je 1831. poklonio egipatski paša Muhamed Ali francuskom kralju Luju Filipu. Obelisk je visok 24 metra i star je 3200 godina i potiče s ulaza u Luksorski hram. Obelisk je darovan u znak zahvalnosti za doprinose Jeana-Françoisa Champolliona u oblasti egiptologije i od 1836. godine stoji u središtu Trgu sloge u Parizu.
Vrijedno je napomenuti da ni jedna od egipatskih kraljica s imenom Kleopatra, nema neku bližu vezu s nekim od ovih obeliska.

## Vanjske poveznice
- Obelisk u New Yorku
- Obelisk u Londonu
- Obelisk u Parizu